# Cserepovec
Cserepovec (orosz betűkkel Череповец) város Oroszországban, 1777-ben alapították.
A Vologdai terület legnagyobb városa, a Cserepoveci járás székhelye, bár területe nem része a járásnak. Lakossága: 312 310 fő (a 2010. évi népszámláláskor).

## Híres emberek
- Itt született Vaszilij Vasziljevics Verescsagin (1842–1904) orosz festő, aki elsősorban háborús témájú, csatajeleneteket ábrázoló képeivel vált ismertté hazáján kívül is.

## Testvérvárosai
- Nagyenyed, Románia (2002)[3]